# 29-о средно училище „Кузман Шапкарев“
29-о училище „Кузман Шапкарев“ е профилирано средно училище на територията на район Сердика в София. Основано през 1959 г., то е едно от първите учебни заведения в столицата с чуждоезиково обучение и днес предлага редица специализации.
При създаването си училището е наименувано „Георги Бакалов“. От учебната 1963/64 година, поради нарасналия брой ученици, се обособяват две самостоятелни училища: гимназия и основно. През 1969 г. двете училища отново се обединяват в 29-о ЕСПУ „Георги Бакалов“. От 1993 до 2000 г. името на училището е „Димитър Хоматиан“, а с решение на столичния общински съвет от 14 февруари 2000 г. приема името на възрожденеца Кузман Шапкарев.
Училището разполага с шест оборудвани компютърни кабинета, осигурени с високоскоростен интернет, копирно и мултимедийно оборудване.
От 2015 г. училището работи по европейски проекти по оперативна програма „Наука и образование за интелигентен растеж“.
От 2021 г. е базово училище на факултета по славянски филологии към Софийския университет.